# La Constance du jardinier
Pour les articles homonymes, voir Gardener.
La Constance du jardinier (titre original : The Constant Gardener) est un thriller du romancier britannique John le Carré, paru en 2001, ayant pour thème les tests de médicaments en Afrique noire.

## Résumé
Tessa, femme du diplomate britannique Justin Quayle, est assassinée au Kenya avec un de ses amis, médecin. Son mari découvre que sa mort est due à l'enquête qu'elle menait sur les activités d'une firme pharmaceutique. Justin reprend l'enquête malgré des obstacles nombreux, dont une partie de sa hiérarchie. Ce qui lui permet de retrouver (dans son imagination, dans sa détermination…), sur le mode un peu onirique, son épouse trop tôt disparue.
Le livre est dédié, dans sa postface (l'après-propos), à Yvette Pierpaoli, militante humanitaire française qui trouva la mort en 1999, au cours d'une mission en Albanie.

## Adaptation
- 2005 : The Constant Gardener, film britannique réalisé par Fernando Meirelles, d'après le roman éponyme, avec Ralph Fiennes, Rachel Weisz, Hubert Koundé et Danny Huston.